# ستيوارت شرايبر
ستيوارت شرايبر (بالإنجليزية: Stuart Schreiber) هو كيميائي وعالم كيمياء حيوية أمريكي، ولد في 6 فبراير 1956 في فرجينيا في الولايات المتحدة.